# Gruppo Sportivo Hockey Trissino
L'Hockey Trissino A.S.D. è un club italiano di hockey su pista con sede a Trissino. I suoi colori sociali sono il blu, l'azzurro e il bianco. Costituita nel 1961, con la denominazione Gruppo Sportivo Hockey Trissino, e seppur tra alterne vicende, la formazione vicentina è stata ed è una protagonista dell'hockey italiano, essendosi aggiudicata in ambito nazionale quattro scudetti (nel 1978, nel 2022, nel 2023 e nel 2025), tre Coppa Italia (nel 1974, nel 2023 e nel 2025), due Supercoppa Italiana (nel 2022 e nel 2023); in ambito internazionale vanta una vittoria in Eurolega (nel 2021-2022) e una Coppa Intercontinentale (nel 2023). Nel 1995 fu omaggiato della Stella d'argento CONI per meriti sportivi e della Medaglia d'argento FIHP per benemerenza. La società è molto attiva per quanto riguarda il settore giovanile: oltre alle varie manifestazioni a cui partecipa, organizza ogni anno il "Torneo Internazionale Stefano Dal Lago", nel mese di settembre.

## Cronistoria
| Cronistoria dell'Hockey Trissino |
| --- |
| - 1961 · Fondazione del Gruppo Sportivo Hockey Trissino. - 1961 · ? in Serie D. - 1962 · ? in Serie D. - 1963 · ? in Serie D. Promossa in Serie C. - 1964 · ? in Serie C. - 1965 · ? in Serie C. Promossa in Serie B. - 1966 · ? in Serie B. - 1967 · ? in Serie B. - 1968 · 2ª in Serie B. Promossa in Serie A. - 1969 · 10ª in Serie A. Retrocessa in Serie B. ? in Coppa Italia. - 1970 · ? in Serie B. - 1971 · ? in Serie B. - 1972 · ? in Serie B. - 1973 · ? in Serie B. - 1974 · 2ª in Serie B. Promossa in Serie A. Vince la Coppa Italia (1º titolo). - 1975 · 10ª in Serie A. Semifinali di Coppa Italia. - 1976 · 9ª in Serie A. Semifinali di Coppa Italia. - 1977 · 10ª in Serie A. Quarti di finale di Coppa Italia. - 1978 · Campione d'Italia (1º titolo). Prima fase di Coppa Italia. - 1979 · 6ª in Serie A. Primo turno di Coppa dei Campioni. - 1979-1980 · 8ª in Serie A. ? in Coppa Italia. - 1980-1981 · 13ª in Serie A. Retrocessa in Serie B. ? in Coppa Italia. - 1981-1982 · ? nel girone ? di Serie B. Promossa in Serie A. ? in Coppa Italia. - 1982-1983 · 7ª in Serie A, quarti di finale play-off scudetto. Prima fase di Coppa Italia. - 1983-1984 · 14ª in Serie A1. Retrocessa in Serie A2. Primo turno di Coppa Italia. - 1984-1985 · 2ª in Serie A2, ottavi di finale play-off scudetto. Promossa in Serie A1. Primo turno di Coppa Italia. ? in Coppa di Lega. - 1985-1986 · 10ª in Serie A1. ? in Coppa Italia. - 1986-1987 · 11ª in Serie A1. Primo turno di Coppa Italia. - 1987-1988 · 6ª in Serie A1, quarti di finale play-off scudetto. Ottavi di finale di Coppa Italia. - 1988-1989 · 8ª in Serie A1, quarti di finale play-off scudetto. Ottavi di finale di Coppa Italia. Ottavi di finale di Coppa CERS. - 1989-1990 · 5ª in Serie A1, quarti di finale play-off scudetto. Semifinali di Coppa Italia. - 1990-1991 · 6ª in Serie A1, quarti di finale play-off scudetto. Quarti di finale di Coppa CERS. - 1991-1992 · 10ª in Serie A1, quarti di finale play-off scudetto. - 1992-1993 · 7ª in Serie A1, quarti di finale play-off scudetto. Semifinali di Coppa Italia. - 1993-1994 · 13ª in Serie A1. Retrocessa in Serie A2. ? in Coppa Italia. Ottavi di finale di Coppa CERS. - 1994-1995 · ? nel girone ? di Serie A2. - 1995-1996 · 1ª nel girone B di Serie A2, quarti di finale play-off scudetto. Promossa in Serie A1. - 1996-1997 · 9ª in Serie A1. ? in Coppa Italia. - 1997-1998 · 5ª in Serie A1. ? in Coppa Italia. - 1998-1999 · 7ª in Serie A1. Seconda fase a gironi di Coppa Italia. Prima fase di Coppa di Lega. Ottavi di finale di Coppa CERS. - 1999-2000 · 4ª in Serie A1, quarti di finale play-off scudetto. Primo turno di Coppa Italia. Primo turno di Coppa di Lega. - 2000-2001 · 7ª in Serie A1. Seconda fase di Coppa Italia. Prima fase di Coppa di Lega. Quarti di finale di Coppa CERS. - 2001-2002 · 8ª in Serie A1. Seconda fase di Coppa Italia. Final six di Coppa di Lega. - 2002-2003 · 7ª in Serie A1, quarti di finale play-off scudetto. Prima fase di Coppa Italia. - 2003-2004 · 13ª in Serie A1. Retrocessa in Serie A2. Fase a gironi di Coppa Italia. - 2004-2005 · 4ª in Serie A2, vince i play-off promozione. Promossa in Serie A1. Prima fase a gironi di Coppa Italia. - 2005-2006 · 11ª in Serie A1. Prima fase a gironi di Coppa Italia. - 2006-2007 · 8ª in Serie A1, quarti di finale play-off scudetto. Seconda fase a gironi di Coppa Italia. - 2007 · Assume la denominazione A.S.D. Gruppo Sportivo Hockey Trissino. - 2007-2008 · 4ª in Serie A1, quarti di finale play-off scudetto. Prima fase a gironi di Coppa Italia. Primo turno di Coppa CERS. - 2008-2009 · 5ª in Serie A1, quarti di finale play-off scudetto. Seconda fase a gironi di Coppa Italia. Primo turno di Coppa CERS. - 2009-2010 · 14ª in Serie A1. Retrocessa in Serie A2. Fase a gironi di Coppa Italia. Prima fase di Coppa di Lega. - 2010-2011 · 1ª in Serie A2, semifinali play-off promozione. Ripescata in Serie A1. Prima fase a gironi di Coppa Italia. - 2011-2012 · 9ª in Serie A1. Prima fase a gironi di Coppa Italia. - 2012-2013 · 11ª in Serie A1. Prima fase a gironi di Coppa Italia. - 2013-2014 · 7ª in Serie A1, quarti di finale play-off scudetto. Quarti di finale di Coppa Italia. - 2014-2015 · 5ª in Serie A1, quarti di finale play-off scudetto. Semifinali di Coppa Italia. Ottavi di finale di Coppa CERS. - 2015-2016 · 9ª in Serie A1. Quarti di finale di Coppa Italia. - 2016-2017 · 9ª in Serie A1. Quarti di finale di Coppa CERS. - 2017-2018 · 10ª in Serie A1. Quarti di finale di Coppa Italia. Semifinali di Federation Cup. - 2018-2019 · 8ª in Serie A1, quarti di finale play-off scudetto. Semifinali di Coppa Italia. - 2019-2020 · 6ª in Serie A1. Quarti di finale di Coppa WSE. - 2020-2021 · 3ª in Serie A1, quarti di finale play-off scudetto. Quarti di finale di Coppa Italia. - 2021-2022 · 1ª in Serie A1, Campione d'Italia (2º titolo). Quarti di finale di Coppa Italia. Vince l'Eurolega (1º titolo). - 2022-2023 · 1ª in Serie A1, Campione d'Italia (3º titolo). Vince la Coppa Italia (2º titolo). Vince la Supercoppa italiana (1º titolo). Vince la Coppa Intercontinentale (1º titolo). Quarti di finale di Champions League. Finale di Coppa Continentale. - 2023 · Assume la denominazione Hockey Trissino A.S.D.. - 2023-2024 · 2ª in Serie A1, finale play-off scudetto. Semifinali di Coppa Italia. Vince la Supercoppa italiana (2º titolo). Quarti di finale di Champions League. - 2024-2025 · 1ª in Serie A1, Campione d'Italia (4º titolo) Vince la Coppa Italia (3º titolo). Quarti di finale di Champions League. |

## Colori e simboli
L'uniforme principale di gioco è formata da: maglia blu con inserti bianchi, pantaloncini e calzettoni blu. La seconda tenuta è bianca, con inserti blu, compresi i pantaloncini e i calzettoni. Il simbolo della squadra è stato, fino al 2023, un cerchio con all'interno un giocatore da hockey stilizzato e il numero 1961, anno di fondazione del club; all'esterno era presente la denominazione del club. Con il cambio di denominazione in "Hockey Trissino", anche il logo è stato modernizzato. Ora è un logo rotondo che reca la scritta "Hockey Trissino", le iniziali "HT", una stecca da hockey stilizzata con impugnatura tricolore e una pallina stilizzata che ha al suo interno l'anno di fondazione della società: 1961.

## Strutture
L'impianto interno dell'Hockey Trissino è il PalaDante di Trissino. Di pianta rettangolare, è costituito da tre tribune da 1000 posti, quattro ampi spogliatoi per gli atleti, due per gli arbitri, due blocchi doccia, reception, magazzino, servizi e infermeria.

## Società
- Presidente: Matteo Mastrotto
- Vicepresidente: Bruno Facchin
- Consigliere: Domenico Schiavo
- Segretario: Roberta Bassanese

- 1961-1973: Stefano Stocchetti[4]
- 1973-1975: Giorgio Lora [4]
- 1975-1979: Angelo Sinico [4]
- 1979-1984: Roberto Masiero[4]
- 1984-1993: Mario Mastrotto[4]
- 1993-1995: Giovanni Stefani[4]
- 1995-1997: Ilario Bicego[4]
- 1997-2001: Roberto Masiero[4]
- 2001-2008: Giovanni Stefani[4]
- 2008-2010: Franco Lovato[4]
- 2010-2017: Andrea Greco[4]
- dal 2017: Matteo Mastrotto [4] [4] [4] [4]

## Palmarès

### Competizioni nazionali

Il Trissino per la prima volta campione d'Italia nel 1978

9 trofei
- Campionato italiano: 4

1978, 2021-2022, 2022-2023, 2024-2025
- Coppa Italia: 3

1974, 2022-2023, 2024-2025
- Supercoppa italiana: 2

2022, 2023

### Competizioni internazionali
2 trofei
- CERH European League: 1 (record italiano condiviso con il Follonica)

2021-2022
- Coppa Intercontinentale: 1 (record italiano condiviso con il Follonica)

2023

## Statistiche

### Partecipazioni ai campionati
| Livello | Categoria | Partecipazioni | Debutto   | Ultima stagione | Totale |
| ------- | --------- | -------------- | --------- | --------------- | ------ |
| 1º      | Serie A   | 9              | 1969      | 1982-1983       | 47     |
| 1º      | Serie A1  | 38             | 1983-1984 | 2025-2026       | 47     |
| 2º      | Serie B   | 9              | 1966      | 1981-1982       | 14     |
| 2º      | Serie A2  | 5              | 1984-1985 | 2010-2011       | 14     |
| 3º      | Serie C   | 2              | 1964      | 1965            | 2      |

### Partecipazioni alla coppe nazionali
| Competizione        | Partecipazioni | Debutto   | Ultima stagione |
| ------------------- | -------------- | --------- | --------------- |
| Coppa Italia        | 43             | 1969      | 2025-2026       |
| Coppa di Lega       | 5              | 1998-1999 | 2009-2010       |
| Supercoppa italiana | 3              | 2022      | 2025            |

### Partecipazioni alla coppe internazionali
| Competizione                                 | Partecipazioni | Debutto   | Ultima stagione |
| -------------------------------------------- | -------------- | --------- | --------------- |
| Coppa CERS/WSE                               | 10             | 1988-1989 | 2019-2020       |
| Coppa dei Campioni/Champions League/Eurolega | 3              | 1978-1979 | 2022-2023       |
| Coppa Continentale                           | 1              | 2022-2023 | 2022-2023       |

#### Bilancio degli incontri nelle coppe europee
Dati aggiornati al 18 settembre 2022.
| Competizione                                 | Partite | Partite  | Partite | Partite   | Reti  | Reti   |
| Competizione                                 | Giocate | Vittorie | Pareggi | Sconfitte | Fatte | Subite |
| -------------------------------------------- | ------- | -------- | ------- | --------- | ----- | ------ |
| Coppa CERS/WSE                               | 33      | 13       | 2       | 17        | 116   | 120    |
| Coppa dei Campioni/Champions League/Eurolega | 10      | 5        | 3       | 2         | 38    | 30     |
| Coppa Continentale                           | 2       | 1        | 0       | 1         | 7     | 7      |
| Totale                                       | 45      | 19       | 5       | 20        | 161   | 157    |

## Organico

### Giocatori
| N° | Naz.                  | Ruolo | Sportivo           |  |  |  |
| -- | --------------------- | ----- | ------------------ |  |  |  |
| 1  | Italia (bandiera)     | P     | Stefano Zampoli    |  |  |  |
| 5  | Italia (bandiera)     | A     | Francesco Tognetti |  |  |  |
| 6  | Italia (bandiera)     | A     | Andrea Malagoli    |  |  |  |
| 7  | Italia (bandiera)     | A     | Giulio Cocco       |  |  |  |
| 8  | Italia (bandiera)     | A     | Gioele Piccoli     |  |  |  |
| 10 | Italia (bandiera)     | P     | Bruno Sgaria       |  |  |  |
| 24 | Portogallo (bandiera) | D     | Joao Almeida       |  |  |  |
| 33 | Portogallo (bandiera) | A     | Guilherme Silva    |  |  |  |
| 66 | Spagna (bandiera)     | A     | Jordi Méndez       |  |  |  |
| 71 | Italia (bandiera)     | A     | Davide Gavioli     |  |  |  |
| 74 | Portogallo (bandiera) | A     | Alvaro Morais      |  |  |  |

### Staff tecnico
- Allenatore:  /  Joao Pinto
- Vice-Allenatore:  Carlo Bertinato
- Assistente Allenatore:  David Pereira
- Preparatore Fisico:  Andrea Bertinato
- Fisioterapista:  Enrico Cenzato
- Massaggiatore:  Marco Grande
- Meccanico:  Giorgio Di Gaspero
- Dirigente:  Paolo Martini
- Dirigente:  Maurizio Zenoni